# Ariniș
Ariniș is een Roemeense gemeente in het district Maramureș.
Ariniș telt 1051 inwoners.